# Забава (Тарнувский повет)

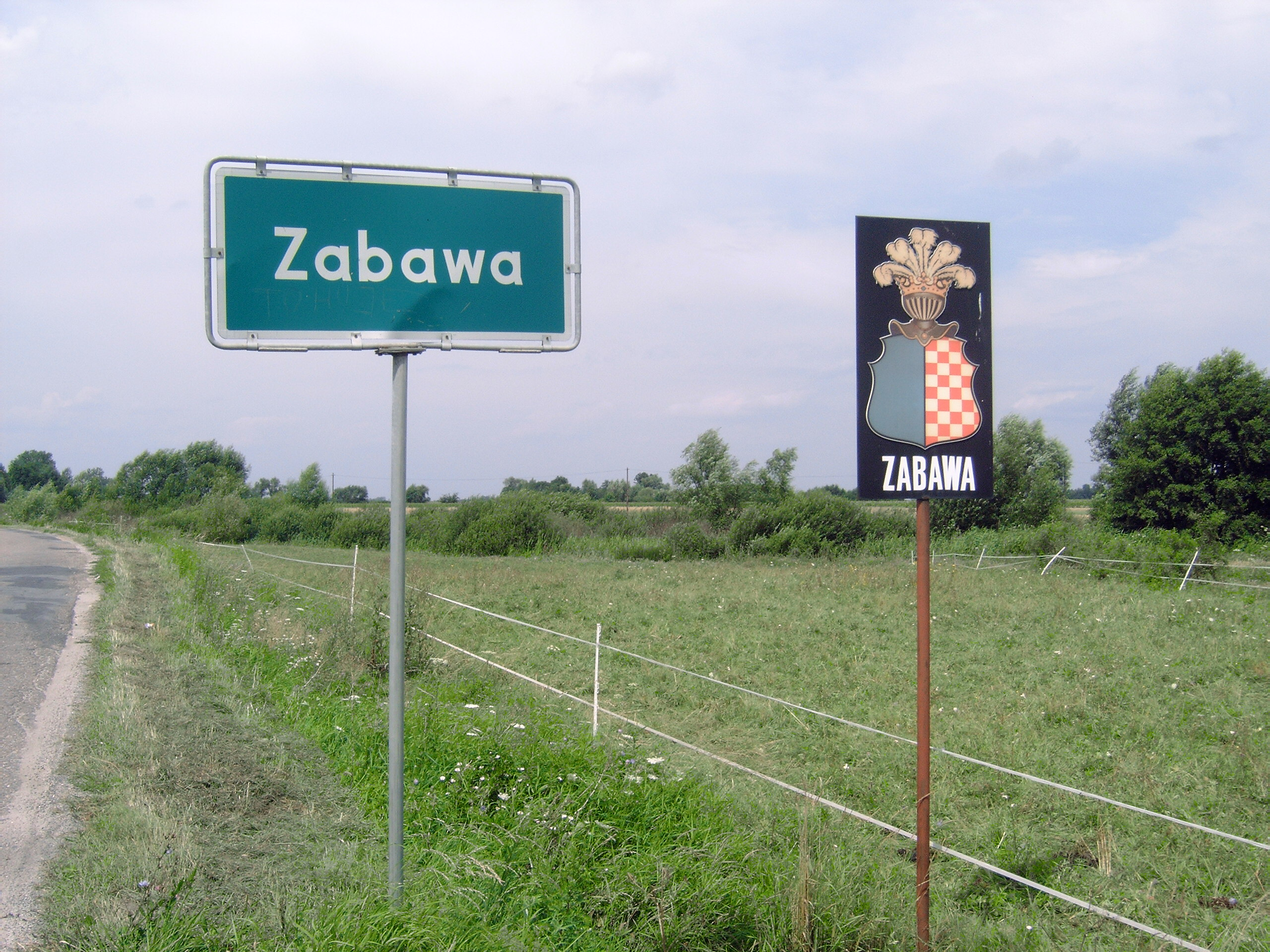
Дорожный указатель

Заба́ва (пол.  Zabawa) — село в Польше, находящееся в гмине Радлув Тарнувского повета Малопольского воеводства.

## География
Радлув находятся в 5 км от города Радлув, 16 км от города Тарнув и в 64 км от Кракова.

## История
C 1973 по 1976 год Забава была центром одноимённой гмины. С 1975 по 1998 год село входило в Тарнувское воеводство.

## Достопримечательности
- Санктуарий блаженной Каролины Кузки, которая родилась в соседней деревне Вал-Руда;
- Возле села находятся заводи рек Киселины и Дунаец, в которых произрастает редкий для Польши водяной орех;
- Военное кладбище № 260 времён Первой мировой войны;
- Церковь Пресвятой Троицы.

Воинское кладбище № 212 (Бобровники-Мале)Воинское захоронение времён Первой мировой войны.